# Pakkapakka
Pakkapakka, ook wel Pakkapakka 1 (aan de linkeroever) en Pakkapakka 2 (aan de rechteroever), is een dorp in het ressort Boven-Saramacca in Sipaliwini, Suriname. In het dorp wonen marrons van het volk Matawai. Het dorp werd in de jaren 1860 gesticht en er woonden toen ook marrons van het volk Kwinti.
Er was een school in 1924, maar deze werd verlaten. Er is geen medische post maar wel een kerk in het dorp.
Dorpen in de omgeving zijn Stonkoe (4 km), Makajapingo (5 km) en Asoenoebo (0,6 km).
Bofe · Boslanti · Cabana · Heidoti · Kwattahede · Makajapingo · Mamadam · Misalibiekondre · Moetoetoetabriki · Nieuw-Jacobkondre · Oemakondre · Pakkapakka · Poesoegroenoe · Stonkoe · Villa Brazil